# Интелигентна мрежа
Интелигентна мрежа (енгл. Intelligent Network, IN) је мрежна архитектура намењена за фиксне и мобилне телекомуникационе мреже. Она омогућава оператерима да се разликују пружањем услугама са доданом вредношћу, поред стандардних телекомуникационих услуга, као што су PSTN, ISDN и GSM услуге на мобилним телефонима.
У интелигентној мрежи, интелигенција је обезбеђена мрежним чворовима у власништву телекомуникационих оператера, за разлику од решења на основу интелигенције у телефонској опреми, или у Интернет серверима. Интелигентна мрежа се темељи на протоколу Систем сигнализације број 7 између телефонских комутацијских центара и осталих мрежних чворова у власништву оператора.

## Историја и кључни концепти
Концепти интелигентне мреже, архитектура и протоколи је првобитно као стандарде развио ITU-T који је стандардизациони одбор Међународног телекомукационог савеза. Пре овога низ телекомуникационих компанија је пружао властита решења за интелигентну мрежу. Главни циљ интелигентне мреже је био да се повећају основне телефонске услуге које су нудиле традиционалне телекомуникационе мреже, које су обично састојале од упућивања и примања говорних позива, понекад са преусмеравањем позива. Ово језгро је пружало темељ на којима би телефонске фирме могли изградити услуге поред оних већ присутних на стандардној телефонској централи.
Потпуни опис интелигентне мреже појавио се у ITU-T стандардима Q.1210 до Q.1219, или Скупу могућности један (енгл. Capability Set One–CS-1) како су постали познати. Стандарди су дефинисали комплетни архитектуру укључујући архитектонски приказ, аутомат, физичку имплементацију и протоколе. Они су универзално прихваћени од стране телекомуникационих снабдевача и оператора, иако многе варијанте су изведени за употребу у разним деловима света (види верзије испод).
Након успеха CS-1, даље унапређење у облику CS-2 је пратило. Иако ови стандарди су били завршени, они нису широко имплементирани као CS-1, делом због тога сбог све већих снага варијанта, али и делимично због тога што је решавао питања које су гурале традиционалне телефонске централе до своје границе.
Главни покретач иза развоја интелигентне мреже је била потреба за флексибилнији начин додавањем сложених услуга на постојеће мреже. Пре него што је развијена интелигентна мрежа, све нове функције и/или услуге које су биле додаване су морале бити имплементирани директно у комутаторима мреже. Овим начином је потребан веома дуг циклус за издање јер трагање и испитивање дефекта мора да буде опсежно да спречи кварове у мрежи. Са појавом интелигентне мреже, већина од ових услуга (као што су бесплатни бројеви и географски преносивости бројеви) су се преселили из основних система комутатора и пребацили се на само-послужне чворове, тако стварајући модуларну и више сигурну мрежу која је дозвољавала самим провајдерима да развију варијације и услуге са додатном вредношћу у својој мрежи, без подношења захтева произвођачима цвојих комутатора и тим чекајући дуго времена развоје процеса. Почетно коришћење технологије интелигентне мреже је услуге преусмерење броја, нпр. приликом превођења бесплатних бројева на редовне PSTN бројеве. Али много сложеније услуге од тада су биле изграђена на интелигентној мрежи, као што је Custom Local Area Signaling Services (CLASS) и претплаћено телефонирање.

## архитектура
Главни концепти (функционални поглед) окружујући архитектуру и услуге интелигентне мреже су повезани са архиктектуром Систем сигнализације број 7:
- Функција комутације услуге[2] или Тачка комутације услуге (енгл. Service Switching Point–SSP) Ово се заједно налази са телефонском централом, и делује као окидна тачка за даље услуге да се активира током позива. SSP имплементира Модел стања основног позива (енгл. Basic Call State Machine–BCSM) што је коначан аутомат који представља сажетни поглед позива од почетка до краја. Док се свако стање прелази, централа сусреће Откривајуће тачке (енгл. Detection Point–DP) на којој SSP може дозвати упит према SCP чекајући даља упутства о томе како да поступи. Овај упит се обично назива покретач. Покретачки критеријуми су дефинисани од стране оператера те могу садржавати претплатнички позивајући броја или бирани број. SSF је одговоран за управљање позива захтевајући услуге додатне вредности.

- Функција контроле услуге[2] или Тачка контроле услуге (енгл. Service Control Point–SCP) Обо је одвојен скуп платформа који примају упите из SSP-а. SCP садржи логику услуга који имплементира жељено понашање од стране оператера, односно услуга. Током обраде логике услуге, додатне податке потребне за обраду позива може се добити из SDF-а. Логика на SCP-у је израђена помоћу SCE-а.

- Функција руковања подацима[2] или Тачка руковања подацима (енгл. Service Data Point–SDP) Ово је база података која садржи додатних претплатничких података, или друге податке потребне за обраду позива. На пример, кориснички претплатни кредит која је преостао може бити појединост који се држи у SDF-у да се испита у реалном времену за време позива. SDF може бити одвојена платформа, или је понекад заједно смјештен уз SCP.

- Околина стварања услуга[2] Ово је развојно окружење кориштено за израду услуга присутне на SCP-у. Иако стандард дозвољава било коју врсту околине, то је прилично ретко видети језике ниског нивоа да се користи као што је . Уместо тога, власнички графички језици се користе како би се омогућило телеком инжењерима да створе услуге директно. Језици обично припадају  језици, корисник може да користи графички интерфејс за манипулацију између различитих функција како би формулисао услугу.

- Функција специјализованог ресурса[2] (енгл. Specialized Resource Function–SRF) или Интелигентни периферијски уређај (енгл. Intelligent Peripheral–IP) Ово је чвор који се може повезати са оба SSP и SCP и доноси додатне посебне ресурсе у позиву, углавном везане за гласовне податке, нпр. да игра гласовне најаве или скупља DTMF тонове од корисника.

## Протоколи
Основни елементи описани изнад користе стандардне протоколе да комуницирају једни са другим. Употреба стандардних протокола дозвољава различитим произвођачима да се концентришу на различитим деловима архитектуре и да буду сигурни да ће сви делови заједно радити у било којој комбинацији.
Интерфејс између SSP и SCP су на основи Система сигнализације број 7 и могу изгледају познато онима који знају  протоколе. У ствари,  протоколи имплементирају много од седмослојног ОСИ модела. 	
То значи да стандарди интелигентне мреже морали само дефинисати апликациони слој, који се зове Апликацијски дио интелигентне мреже (енгл. Intelligent Networks Application Part–INAP). INAP поруке су кодиране користећи .
Интерфејс између SSP и SCP-а су дефинисани у стандардима да су X.500 Протокол за приступ именику (енгл. Directory Access Protocol/DAP). 	
Међутим, мало лакши интерфејс зван LDAP је настао од IETF-а који је знатно једноставнији за примену, дако да многи SCP-ови су имплементиран то уместо.

## Верзије
Језгро CS-1 спецификација су усвојени и проширени од стране других тела за стандардизацију. Европски укуси су рађени од стране ETSI-а, амерички укуси од стране ANSI-а и јапанске варијанте такође постоје. Главни разлози за производњу варијанти у свакој регији је да се обезбеди интероперабилност између опреме домаће произведене и размештена (нпр. различите верзије подслојних  протокола постоји између региона).
Међутим, нова функционалност је такође додана што је значило да су варијанте одвојиле у разним правцима једни од других, и главног ITU-T стандарда. Најпроширенија варијанта се зове Прилагођене апликације за побољшане логике мобилне мреже (енгл. Customised Applications for Mobile networks Enhanced Logic–CAMEL). Ово је омогућило продужење да се израдити за мрежу мобилних телефона и дозвољава мобилним оператерима да понуде исте услуге претплатницима, док су ромингу као што примају на домаћој мрежи.
 је постао један од главних стандарда у сопственом праву те се тренутно одржава од стране 3GPP-а. Задње велико издање стандарда је CAMEL фаза 4. Ово је једини стандард на којим се тренутно ради на њему.
Напредна интелигентна мрежа (енгл. Advanced Intelligent Network–AIN) је варијанта интелигентне мреже развијена за Сјеверну Америку од Bellcore-а (сада Telcordia). Стандардизација AIN-е је извршена од стране Bellcore-а у име главних САД оператерима. Оригинални циљ AIN-а је AIN 1.0 који је одређен раних 1990-их година (AIN Издање 1, Bellcore SR-NWT-002247, 1993). AIN 1.0 се доказао да је технички неспроводљив за имплементацију, што је довело до дефиниције поједностављених AIN 0.1 и AIN 0.2 спецификација.
У Сјеверној Америци SR-3511 (оригинално познат као 1129+) и GR-1129-CORE протоколи се користе да споје комутаторе са системима интелигентне мреже као што су Чворови контроле услуге (SCP) или Чворови услуга. SR-3511 је протокол на основи -а који директно спаја SCP и Чвор услуге. GR-1129-CORE је протокол на основи -а који спаја SCP до Чвора услуге преко SSP.

## Будућност
Док активан развоју на стандардизацији интелигентне мреже је пао у последњих неколико година, постоје многи системи размјештени широм света које користе ову технологију.
Архитектура се показала да је не само стабилна, али и извор прихода који се наставља са новим услугама додавани сваког времена. Произвођачи и даље подржавати опрему и застаревање није проблем.
Ипак, нове технологије и архитектуре се појављују, посебно у области ВоИП-а и . Све више се пажња посвећује употреби Програмским апликационим интерфејсима (API) у месту протокола као што је INAP и нови стандарди се појавили у облику JAIN и Parlay-а.
Са техничког гледишта, SCE почиње да се удаљује од својих власничких графичких порекла те се креће према околини Јава апликацијски сервер.